# Dasylepis blackii
Dasylepis blackii är en tvåhjärtbladig växtart som först beskrevs av Daniel Oliver, och fick sitt nu gällande namn av Thomas Ford Chipp. Dasylepis blackii ingår i släktet Dasylepis och familjen Achariaceae. Inga underarter finns listade i Catalogue of Life.